# Кандасами
«Кандасами» (там. கந்தசாமி, Kanthaswamy) — индийский боевик режиссёра Суси Ганешана, вышедший в прокат 21 августа 2009 года в оригинале на тамильском языке. Главные роли сыграли Викрам и Шрия Саран. Сюжет рассказывает о налоговом инспекторе, который тайно отбирает у богатых нечестно нажитые деньги, чтобы раздать их бедным.
Фильм собрал 370 млн рупий по всему миру в первую неделю проката, хотя получил смешанные отзывы в прессе. В 2012 году он также был переснят в Бангладеш под названием Most Welcome с Анантой Джалилом и Баршей в главных ролях.

## Сюжет
Фильм начинается с того, что женщина молится в храме за своего мужа, на лечение которого у неё нет денег. Священник советует ей написать своё желание на бумаге и привязать к священному дереву. На следующий день женщина находит нужную сумму в своём дворе. Испугавшись, она относит деньги в полицию, где инспектор решает забрать деньги себе. Но ночью с ним начинают происходить странные вещи, полицейский верит, то ему являлся бог Кандасами и возвращает деньги женщине.
На самом деле это был налоговый инспектор ЦБР, которого также зовут Кандасами. В это же время он занимается делом бизнесмена ППП, который взял заём в миллиард рупий и намеренно объявил себя банкротом. Кандасами удаётся найти доказательства его преступлений, но ППП симулирует инсульт, чтобы избежать ареста. В доме ППП Кандасами знакомится с его дочерью Суббулакшми.
Тем временем слухи о том, что бог Кандасами помогает нуждающимся расходятся и привлекают в храм множество паломников. Этим случаем заинтересовалось министерство внутренних дел. Инспектор Пхаратидасан приказывает своим людям найти человека, который скрывается под личиной бога.
Субулакшми, не зная, что её отец лишь притворяется, решает отомстить Кандасами, однако он оказывается умнее. ППП нанимает людей убить инспектора, но тот распознаёт ловушку. Суббулакшми тем временем догадывается, что инспектор Кандасами и исполняющий желания бог Кандасами могут быть связаны. Чтобы справиться с ним, она решает заставить его в неё влюбиться. У Пхаратидасана тоже появляются подозрения после того, как он встречает Кандасами в храме, а рейд ЦБР спасает одного из просивших помощи у бога. Одновременно с тем как он находит доказательства, причастность Кандасами выясняет и ППП.
Героя арестовывают и заставляют признаться, угрожая причинить вред Суббулакшми. Кандасами рассказывает, что будучи студентом он с друзьями подрабатывал в доставке. Однажды он ударил одного богача за то, что он дал пощёчину его другу. Тот богач не стерпел такого отношения и нанял бандитов, чтобы они отрезали обидчику руку. Однако те не смогли справиться с Кандасами и, чтобы отчитаться перед заказчиком, отрубили руку одному из его друзей. После этого Кандасами решил, что все беды в стране от того, что у некоторых людей слишком много денег нажитых нечестным путём, и взял на себя миссию это исправить.
На этом месте выясняется, что всё произошедшее — ловушка, организованная ППП. Он требует от Кандасами, чтобы тот отдавал половину похищенных денег ему, иначе он передаст его признание инспектору Пхаратидасану.
Суббулакшми понимает, что Кандасами поступил благородно признавшись, чтобы спасти её, а её отец — нет. Она также узнаёт, что ППП лишь притворяется больным. Кандасами отправляется в Мексику, чтобы добыть крупную сумму денег для своего врага, и Суббу едет вместе с ним. Она приносит ему свои извинения, а он признается ей в любви.
Затем Кандасами узнаёт у ППП номер его тайного счета под предлогом перевода денег, а после этого взламывает его и снимает все наличные средства. Поняв, что лишился денег, ППП переносит настоящий инсульт. А Кандасами даёт понять Суббулакшми, что использовал её также как она его раньше.
Люди Пхаратидасана выясняют, что за благодеяниями бога стоит не только Кандасами, но и десять его школьных друзей. Проследив за одним из них они выходят на тайное убежище, в котором те готовились к своим акциям. Кандасами арестовывают, но ни один из тех, кому он помог не стал подтверждать это в суде.

## В ролях
- Викрам — В. Кандасами
- Шрия Саран — Суббулакшми Поннусами
- Ашиш Видьяртхи[англ.] — Пазавур Парамаджоти Поннусами / ППП
- Мукеш Тивари[англ.] — Раджмохан, богатейший человек в Индии
- Прабху[англ.] — инспектор Пхаратидасан
- Кришна — Р. Кришна Рао, начальник ЦБР
- Й. Дж. Махендра[англ.] — Ганганатан, помощник ППП
- Суси Ганешан[англ.] — Ганешан, офицер разведывательного управления
- Мумаит Хан[англ.] — танцовщица из кино
- Вадивелу[англ.] — продавец кокосов

## Производство
Сняв Five Star с дебютантами и Thiruttu Payale с не имеющим большой популярности Дживаном, свой новый сюжет Суси Ганешан предложил Викраму, представляя в этой роли только его.
В качестве героини пригласили Шрию, которая только что снялась в «Босс Шиваджи» вместе с Раджникантом.
Одна из ключевых ролей была отдана популярному актёру кино на телугу прошлых лет Кришне.
Работу над фильмом предупредил восьми-минутный трейлер фильма, снятый с участием Викрама, Шрии, оператора Экамбарама, композитора Деви Шри Прасада и художника-постановщика Тхоты Тхарани и представленный публике в сентябре 2007 года.
После начала съёмок съёмочная группа взяла под опеку две деревни недалеко от Мадурая: Ганди Нагар и Сангампатти.
Фильм планировалось снимать в двух версиях на телугу и тамильском и завершить до конца 2008 года.
Но внезапная кончина актёра Рагхуварана в марте 2008, выбранного на роль отца Шрии, вынудила режиссёра искать замену, которой стал Ашиш Видьяртхи.
Вторая отрицательная роль, на которую рассматривались Арджун Рампал, Ирфан Хан и Суман, была предложена актёру кино на малаялам Индраджиту, но в итоге её сыграл Мукеш Тивари.
Ганешан подбирал места для съёмок в Кении, Замбии, Танзании, Сингапуре, Китае и Малайзии.
В последней были заказаны костюмы для героев, чтобы фильм был на уровне с картинами Голливудских режиссёров.
В итоге одежда для главного героя обошлась в 7.5 миллионов рупий, а для героини — в 12.5 миллионов. Ещё 80 и 20 миллионов стоили съёмки в Мексике и Италии, а на спец-эффекты было потрачено 30. В итоге бюджет фильма превысил 300 миллионов.

## Саундтрек
Все тексты написаны Вивекой.
| №                   | Название                      | Исполнители                 | Длительность |
| ------------------- | ----------------------------- | --------------------------- | ------------ |
| 1.                  | «Excuse Me»                   | Викрам, Сучитра             | 5:46         |
| 2.                  | «Allegra»                     | Рита                        | 5:23         |
| 3.                  | «Meow Meow»                   | Викрам, Прия Химеш          | 4:30         |
| 4.                  | «Ithellam Dupe»               | Викрам, Деви Шри Прасад     | 4:08         |
| 5.                  | «Mambo Mamiya»                | Викрам, Рита                | 4:36         |
| 6.                  | «En Peru Meenakumari»         | Малати Лакшман, Кришна Айер | 4:20         |
| 7.                  | «Kanthaswamy Theme»           | Деви Шри Прасад             | 3:03         |
| 8.                  | «Kanthaswamy Theme» (DSP mix) | Деви Шри Прасад             | 3:16         |
| Общая длительность: | Общая длительность:           | Общая длительность:         | 24:25        |

## Критика
| Рейтинги           | Рейтинги                                                                           |
| Издание            | Оценка                                                                             |
| ------------------ | ---------------------------------------------------------------------------------- |
| The Times of India | 2,5 из 5 звёзд · 2,5 из 5 звёзд · 2,5 из 5 звёзд · 2,5 из 5 звёзд · 2,5 из 5 звёзд |
| Rediff.com         | 2,5 из 5 звёзд · 2,5 из 5 звёзд · 2,5 из 5 звёзд · 2,5 из 5 звёзд · 2,5 из 5 звёзд |
| Idlebrain.com      | 2,5 из 5 звёзд · 2,5 из 5 звёзд · 2,5 из 5 звёзд · 2,5 из 5 звёзд · 2,5 из 5 звёзд |
| 123telugu.com      | 2,5 из 5 звёзд · 2,5 из 5 звёзд · 2,5 из 5 звёзд · 2,5 из 5 звёзд · 2,5 из 5 звёзд |
| Nowrunning.com     | 2,5 из 5 звёзд · 2,5 из 5 звёзд · 2,5 из 5 звёзд · 2,5 из 5 звёзд · 2,5 из 5 звёзд |

Фильм получил смешанные отзывы критиков и многочисленный сравнения с фильмами Ш. Шанкара.
Бхама Деви Рави из The Times of India написала, что не стоит искать в фильме логики, только захватывающий сценарий.
Судхиш Камат из The Hindu описал его как болезненно медленный и пожалел, что у него не было пульта для быстрой перемотки.
Павитра Шринивасан из Rediff.com отметила прекрасные виды, восхитительную героиню и улыбку Викрама, добавив, что хотя «Кандасами» был заявлен, как первый супергеройский фильм на тамили, этот конкретный супергерой не может многого предложить взыскательному зрителю.
Idlebrain.com отнёс к плюсам фильма Викрама, музыку и высокий бюджет, а к минусам — сценарий, ретроспективный эпизод и длительность более трех часов.
123telugu.com заметил, что тема современного Робин Гуда, что успешно работала в Gentleman, Indian, «Незнакомец» и «Босс Шиваджи», похоже, не удалась здесь из-за слабой сюжетной линии.
Behindwoods.com заключил, что «взявшись за супергеройскую тему, Суси Ганесан со своей нерешительностью в поддержании этого курса заставляет фильм скатиться на более низкий уровень».
IndiaGlitz, напротив, назвал его технически утонченным боевиком-феерией, которого не хватало в тамильском кино.
Аравиндан Д. И. на сайте Nowrunning.com высказал мнение, что «„Кандасами“ режиссёра Суси Ганешана представляет собой типичную коммерческую халтуру, которая имеет стиль и содержание. Хотя история Робин Гуда не нова, Суси представил её с элементами фабричных фильмов о супергероях — показными боями и ошеломляющими спецэффектами».
Баладжи Баласубраманиам с сайта Thiraipadam.com описал фильм как глупый и низкопробный, который выглядит и ощущается как дешево состряпанный фильм Шанкара.

## Награды и номинации
| Награды и номинации | Награды и номинации            | Награды и номинации             | Награды и номинации               | Награды и номинации | Награды и номинации |
| Дата                | Награда                        | Категория                       | Номинант                          | Результат           | Ссылка              |
| ------------------- | ------------------------------ | ------------------------------- | --------------------------------- | ------------------- | ------------------- |
| 5 января 2010       | Mathrubhumi Amrita awards      | Лучшая женская роль             | Шрия Саран (совместно с Thoranai) | Победа              | [ 24 ]              |
| 17 мая 2010         | Vijay Awards                   | Любимый фильм                   |                                   | Номинация           | [ 25 ]              |
| 17 мая 2010         | Vijay Awards                   | Любимый режиссёр                | Суси Ганешан                      | Номинация           | [ 25 ]              |
| 17 мая 2010         | Vijay Awards                   | Любимый герой                   | Викрам                            | Номинация           | [ 25 ]              |
| 17 мая 2010         | Vijay Awards                   | Любимая героиня                 | Шрия Саран                        | Номинация           | [ 25 ]              |
| 17 июля 2010        | Mirchi Music Awards South      | Лучший специальный звукоинженер | А. Удай Кумар («Excuse Me»)       | Победа              | [ 26 ]              |
| 7 августа 2010      | Filmfare Awards South (Телугу) | Лучшая музыка к песням          | Деви Шри Прасад                   | Номинация           | [ 27 ]              |
| 7 августа 2010      | Filmfare Awards South (Телугу) | Лучший женский закадровый вокал | Рита («Allegra»)                  | Номинация           | [ 27 ]              |